# Iwan Issidorowitsch Nossenko
Iwan Issidorowitsch Nossenko (russisch Иван Исидорович Носенко; * 19. Apriljul. / 2. Mai 1902greg. in Berlewez, Gouvernement Orjol, heute Oblast Brjansk; † 2. August 1956 in Moskau) war ein sowjetischer Politiker und Konteradmiral.
In den Jahren 1938 und 1939 leitete er die Werft Baltisches Werk in Leningrad, danach wurde er Minister der sowjetischen Regierung. Im Jahr 1944 erreichte der den Dienstgrad eines Ingenieur-Konteradmirals.
Nossenko ist der Vater des KGB-Agenten Juri Nossenko. Er wurde dreimal mit dem Leninorden sowie mit dem Nachimoworden ausgezeichnet und ist an der Nekropole an der Kremlmauer bestattet worden.